# Amblyopone quadrata
Amblyopone quadrata é uma espécie de formiga do gênero Amblyopone.